# 무어군 (텍사스주)

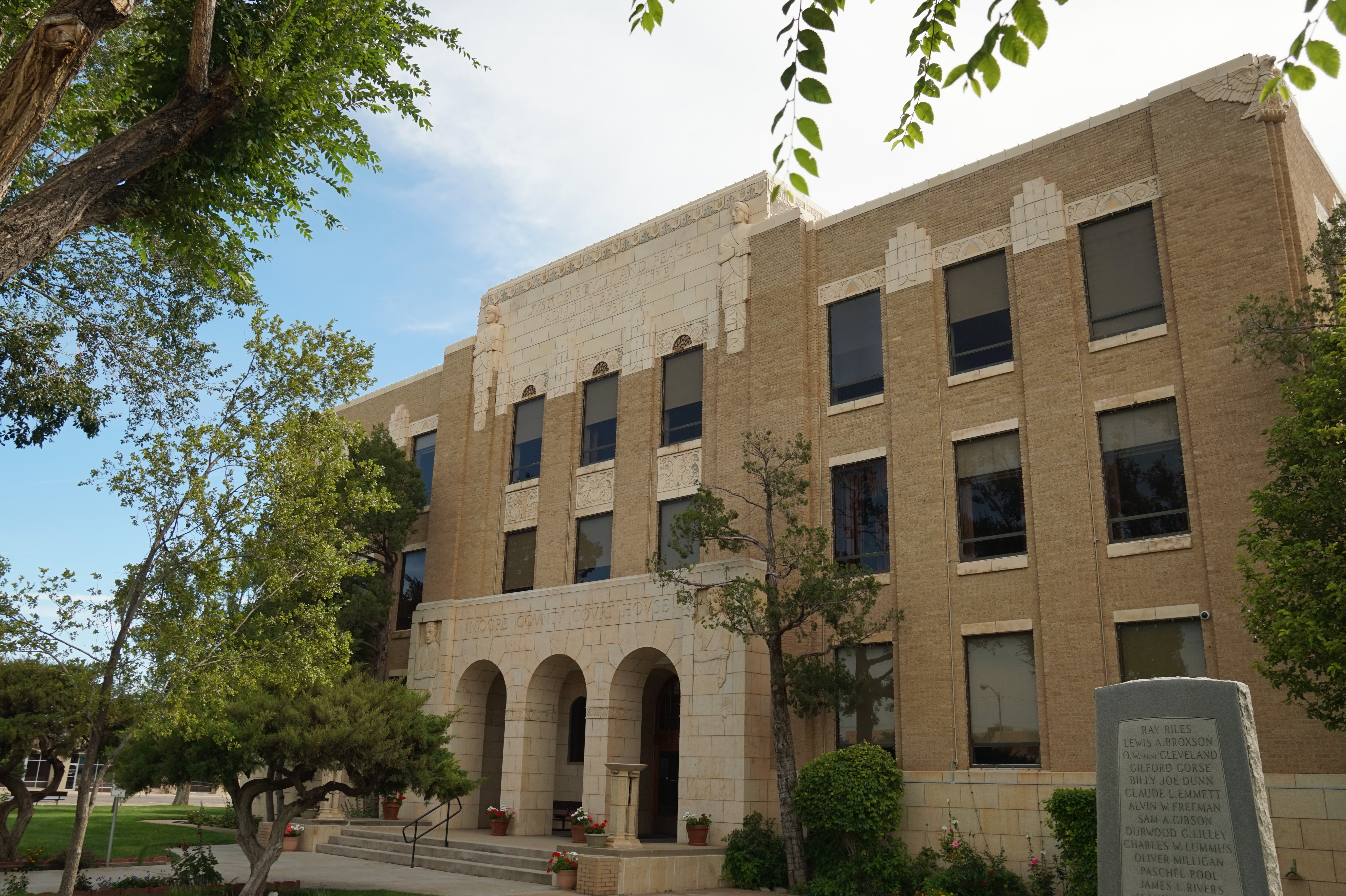

무어군 또는 무어 카운티(Moore County)는 미국 텍사스주 텍사스 팬핸들 지역에 위치한 군이다. 2010년 기준으로 이 지역의 인구 수는 총 21,904명이다. 2018년 추산으로 이 지역의 총 인구 수는 21,485명이다. 카운티청 소재지이자 최대 도시는 듀머스다.

## 인구
| 인구조사                                  | 인구   | Note  | %±       |
| ----------------------------------------- | ------ | ----- | -------- |
| 1890년                                    | 15     |       | —        |
| 1900년                                    | 209    |       | 1,293.3% |
| 1910년                                    | 561    |       | 168.4%   |
| 1920년                                    | 571    |       | 1.8%     |
| 1930년                                    | 1,555  |       | 172.3%   |
| 1940년                                    | 4,461  |       | 186.9%   |
| 1950년                                    | 13,349 |       | 199.2%   |
| 1960년                                    | 14,773 |       | 10.7%    |
| 1970년                                    | 14,060 |       | −4.8%    |
| 1980년                                    | 16,575 |       | 17.9%    |
| 1990년                                    | 17,865 |       | 7.8%     |
| 2000년                                    | 20,121 |       | 12.6%    |
| 2010년                                    | 21,904 |       | 8.9%     |
| 2018 (추산)                               | 21,485 | [ 1 ] | −1.9%    |
| U.S. Decennial Census 1850–2010 2010–2014 |        |       |          |